# St. Jakob, Ferndorf
St. Jakob je naselje v Občini Ferndorf v Okraju Beljak-dežela na Koroškem v Avstriji.